# Teleonemia monile
Teleonemia monile är en insektsart som beskrevs av Van Duzee 1918. Teleonemia monile ingår i släktet Teleonemia och familjen nätskinnbaggar. Inga underarter finns listade i Catalogue of Life.